# Tayce
Tayce Szura-Radix, dit Tayce, est une drag queen galloise, principalement connue pour sa participation à la deuxième saison de RuPaul's Drag Race UK.

## Jeunesse et débuts
Tayce Szura-Radix naît le 28 mai 1994 à Newport, dans le comté de Gwent, au Pays de Galles. Son père est Roger Radix, un bassiste ayant collaboré avec le groupe de musique Wham!.
Tayce commence le transformisme professionnellement en 2017 à Newport. Ses influences principales sont Beyoncé, Ciara et Jennifer Lopez.

## Carrière
En décembre 2020, Tayce est annoncée comme l'une des douze candidates de la deuxième saison de RuPaul's Drag Race UK, où elle se place finaliste avec Bimini Bon Boulash face à Lawrence Chaney,.
En mars 2021, Tayce pose pour les magazines The Guardian et British Vogue,. Le 24 mars 2021, elle est annoncée comme ambassadrice britannique de la campagne Open That Cola! de Coca-Cola.
En avril 2021, Tayce apparaît sur la couverture du magazine Attitude. Elle lance avec A'Whora The Bluebella Pride, une ligne de lingerie appelant à l'abolition des lois anti-homosexuels dans trente-cinq des États membres du Commonwealth.
En juin 2021, Tayce collabore avec Nasty Gal et crée une collection capsule de soixante pièces unisexes.
Tayce signe un contrat de mannequin avec Models 1 et défile pour la Semaine de la mode de Paris et de Londres ainsi que pour les parfums Jean Paul Gaultier.

## Personal life
Tayce habite actuellement à Streatham, dans le Sud de Londres, avec A'Whora, également candidate de la deuxième saison de RuPaul's Drag Race UK.
Tayce Szura-Radix est ouvertement homosexuel. Il utilise les pronoms masculins au quotidien et les pronoms féminins pour définir son personnage de drag queen,.

## Filmographie

### Télévision
| Année | Titre                           | Rôle      | Notes                                                    | Ref.   |
| ----- | ------------------------------- | --------- | -------------------------------------------------------- | ------ |
| 2019  | Your Face or Mine               | Elle-même | Saison 5, épisode 6                                      | [ 15 ] |
| 2021  | RuPaul's Drag Race UK           | Elle-même | Saison 2 de RuPaul's Drag Race UK – Concurrente, seconde | [ 5 ]  |
| 2021  | Richard Quinn A/W21             | Elle-même |                                                          | [ 16 ] |
| 2021  | Celebrity Gogglebox             | Elle-même |                                                          | [ 17 ] |
| 2021  | Queerpiphany                    | Elle-même | Co-présentatrice                                         | [ 18 ] |
| 2021  | Be Here, Be Queer               | Elle-même |                                                          | [ 19 ] |
| 2024  | Strictly Come Dancing Christmas | Elle-même | Concurrente, gagnante                                    | [ 20 ] |

### Clips vidéo
| Année | Titre                                                                  | Artiste      | Ref.   |
| ----- | ---------------------------------------------------------------------- | ------------ | ------ |
| 2020  | "Levitating" (The Blessed Madonna Remix ft. Madonna and Missy Elliott) | Dua Lipa     | [ 21 ] |
| 2020  | "Baby (UK Drag Queen Takeover)"                                        | Madison Beer | [ 22 ] |
| 2021  | "My House"                                                             | Jodie Harsh  | [ 23 ] |
| 2021  | "Confetti"                                                             | Little Mix   | [ 24 ] |

### Web-séries
| Année | Titre           | Rôle      | Notes           | Ref.   |
| ----- | --------------- | --------- | --------------- | ------ |
| 2019  | The Gold Rush   | Elle-même | TrashTV         | [ 25 ] |
| 2021  | Cosmo Queens UK | Elle-même | Cosmopolitan UK | [ 26 ] |

## Discographie
| Année | Titre                                 | Artiste                                             | Album  | Ref.   |
| ----- | ------------------------------------- | --------------------------------------------------- | ------ | ------ |
| 2021  | "Rats: The Rusical"                   | The Cast of RuPaul's Drag Race UK, Season 2         | Single | [ 27 ] |
| 2021  | "UK Hun? (United Kingdolls Version)"  | The Cast of RuPaul's Drag Race UK, Season 2         | Single | [ 28 ] |
| 2021  | "A Little Bit of Love (Cast Version)" | RuPaul, The Cast of RuPaul's Drag Race UK, Season 2 | Single | [ 29 ] |